# Гартленд (Вермонт)
Гартленд (англ. Hartland) — місто (англ. town) в США, в окрузі Віндзор штату Вермонт. Населення — 3446 осіб (2020).

## Демографія
Згідно з переписом 2010 року, у місті мешкали 3393 особи в 1417 домогосподарствах у складі 975 родин. Було 1584 помешкання
Расовий склад населення:
| - 97,8 % — білих - 0,4 % — азіатів - 0,2 % — чорних або афроамериканців - 0,1 % — вихідців з тихоокеанських островів |

До двох чи більше рас належало 1,3 %. Частка іспаномовних становила 1,3 % від усіх жителів.
За віковим діапазоном населення розподілялося таким чином: 20,4 % — особи молодші 18 років, 65,3 % — особи у віці 18—64 років, 14,3 % — особи у віці 65 років та старші. Медіана віку мешканця становила 45,5 року. На 100 осіб жіночої статі у місті припадало 102,8 чоловіків;  на 100 жінок у віці від 18 років та старших — 98,7 чоловіків також старших 18 років.
Середній дохід на одне домашнє господарство  становив 77 939 доларів США (медіана — 62 378), а середній дохід на одну сім'ю — 95 429 доларів (медіана — 72 786). Медіана доходів становила 52 566 доларів для чоловіків та 42 383 долари для жінок. За межею бідності перебувало 5,2 % осіб, у тому числі 0,0 % дітей у віці до 18 років та 4,5 % осіб у віці 65 років та старших.
Цивільне працевлаштоване населення становило 1826 осіб. Основні галузі зайнятості: освіта, охорона здоров'я та соціальна допомога — 28,8 %, роздрібна торгівля — 14,5 %, науковці, спеціалісти, менеджери — 11,5 %, виробництво — 11,3 %.